# Khobar
Khobar (al-Khobar ili al-Khubar) je grad u Saudijskoj Arabiji, na obali Perzijskog zaljeva. 
Grad je osnovan 1940.-ih godina, nakon otkrića nafte u području. Ranije je bilo mala luka i ribarsko naselje, a populaciju se činili pripadnici plemena Dawasir.
Danas grad ima oko 411525 stanovnika (2009.), moderno je trgovačko središte i industrijska luka.